# Natürlich blond (Film)
Natürlich blond (Originaltitel: Legally Blonde) ist eine US-amerikanische Filmkomödie aus dem Jahr 2001. Es ist die Literaturverfilmung des gleichnamigen Romans von Amanda Brown.

## Handlung
Das blonde und extrem modeorientierte Sorority-Mitglied Elle Woods hofft auf einen Antrag ihres Freundes Warner Huntington III., der in Harvard Jura studieren will, wird jedoch von ihm unter Verweis auf seine Karrierepläne abserviert. Elle geht davon aus, dass sie Warner zurückgewinnen kann, wenn sie ebenfalls erfolgreich und ernsthaft ist. Spontan bewirbt sie sich ebenfalls in Harvard und ergattert durch ein gutes Testergebnis einen Studienplatz, obwohl sie mit ihrem Vorbereitungsstudium im Modebereich so gar nicht ins Profil der renommierten juristischen Fakulität passt.
Aus ihrem ersten Seminar wird Elle wegen mangelnder Vorbereitung hinausgeworfen. Als sie auf Warner trifft, der inzwischen mit Vivian Kensington verlobt ist, beschließt sie, ihn mit guten Leistungen zu beeindrucken und ihn dadurch zurückzugewinnen.
Als die Kanzlei von Professor Callahan Praktikanten zur Mitarbeit bei einem wichtigen Mordprozess sucht, bewerben sich Elle, Warner und Vivian und werden angenommen. Ein Millionär wurde umgebracht und seine zweite Ehefrau, die prominente Fitnesstrainerin Brooke Taylor Windham, steht unter Mordanklage. Elle war früher Teilnehmerin in ihren Kursen und glaubt nicht an ihre Schuld. Ihre Kenntnisse im Modebereich helfen ihr, die wahre Mörderin zu überführen – die Tochter des Millionärs war die Täterin. Warner, beeindruckt von seiner Ex-Freundin, will zu Elle zurückkehren, die sich jedoch für den jungen Anwalt Emmett Richmond entscheidet. Elle und Vivian werden Freundinnen. Elle hält nach ihrer Graduierung die Abschlussrede und appelliert an die anderen Absolventen, an sich selbst zu glauben. Vivian gibt Warner den Laufpass.
In den Nebenhandlungen hilft Elle ihrer Nagelkosmetikerin, sich gegenüber ihrem Ex zu behaupten sowie den UPS-Boten für sich zu gewinnen. Außerdem lernt sie ihre Attraktivität für andere einzusetzen, so verhilft sie einem Kollegen zu einem Date.

## Ausstrahlung in Deutschland
Der Film wurde als Free-TV-Premiere am 22. September 2005 zur Prime Time auf ARD ausgestrahlt. In der werberelevante Zielgruppe verfolgten 2,1 Millionen Zuschauer bei einem Marktanteil von 16,1 Prozent. Insgesamt lag der Marktanteil bei 12,9 Prozent bei 3,89 Millionen Zuschauern.

## Kritik
„Eine etwas lieblos inszenierte, nur in einigen Details hintersinnige Komödie, die ‚predigt‘, dass Frauen an sich selbst glauben müssen, um Erfolg im Leben und in der Liebe zu haben. Überzeugend ist das quirlige Spiel der Hauptdarstellerin.“

## Auszeichnungen
Der Film wurde in der Kategorie Bester Film für den Filmpreis Golden Globe nominiert, genauso wie Reese Witherspoon für ihre Rolle. Reese Witherspoon gewann den MTV Movie Award in drei Kategorien und wurde in einer weiteren nominiert; der Film wurde für diesen Preis in der Kategorie Bester Film nominiert.
Der Film gewann den Teen Choice Award als Bester Film und wurde für den Young Artist Award in der Kategorie Komödie nominiert. Reese Witherspoon und Rolfe Kent wurden für den Golden Satellite Award nominiert.
Die Deutsche Film- und Medienbewertung FBW In Wiesbaden verlieh dem Film das Prädikat besonders wertvoll.

## Hintergründe
Die Produktionskosten betrugen schätzungsweise 18 Millionen US-Dollar. Der Film spielte in den Kinos der USA ca. 141 Millionen US-Dollar ein. Im Jahr 2003 wurde die Fortsetzung Natürlich blond 2 produziert. Im Jahr 2009 wurde mit Natürlich blond 3 – Jetzt geht’s doppelt weiter ein dritter Teil gedreht. Es ist eine Direct-to-DVD-Produktion.
In der Broadway-Saison 2007/08 startete eine Musicalversion unter dem Titel Legally Blonde – The Musical im Palace Theatre mit Laura Bell Bundy in der Hauptrolle. Zwar ging sie bei der Verleihung der Tony Awards leer aus, wurde allerdings von MTV mitgeschnitten und mit hohen Einschaltquoten ausgestrahlt. Im Februar 2013 wurde eine deutschsprachige Version mit Barbara Obermeier in der Hauptrolle im Wiener Ronacher-Theater uraufgeführt.
Gedreht wurde in Pasadena, Los Angeles, Santa Monica, Santa Ana, Monterey Park (alle Kalifornien), Boston, Cambridge und London sowie an der University of Southern California und dem Dulwich College in England.